# Алфредо Овандо
Алфредо Овандо Кандиа (на испански: Alfredo Ovando Candia е боливийски политически и военен деец, генерал и началник на генералния щаб на боливийската армия, главнокомандващ на въоръжените сили на Боливия и президент в периода 1969—1970 година.
Роден e на 5 април 1918 г. в Кабия, Боливия. Получава образованието си във военен колеж, който завършва с отличие. През 1939 година завършва военната академия. Става началник на генералния щаб на въоръжените сили, а от 1962 година и главнокомандващ на въоръжените сили на Боливия. През 1966 година за 5 месеца е временен президент на страната.
С неговото име се свързва залавянето и разстрела на Че Гевара, тъй като той е начело на акцията за унищожаване на отряда и разстрела на аржентинския революционер. Когато идва на власт през 1969 година Алфредо Овандо заявява, че решението за разстрела на Че Гевара лежи изцяло на съвестта на Бариентос, и че самият той е бил против това решение. Той идва на власт с помощта на военен преврат.